# Cleaner (2025)
Cleaner ist ein britischer Spielfilm aus dem Jahr 2025 unter der Regie von Martin Campbell nach einem Drehbuch von Simon Uttley, Paul Andrew Williams und Matthew Orton mit Daisy Ridley, Taz Skylar, Clive Owen und Ruth Gemmell.

## Handlung
Joanna „Joey“ Locke ist eine ehemalige Soldatin der Marines, die mittlerweile als Fensterputzerin tätig ist und sich um ihren autistischen Bruder Michael kümmert. Nachdem Michael seinen Platz in einem Pflegeheim verliert, weil er von der Leiterin des Datendiebstahls verdächtigt wurde, um eine Veruntreuung von Geldern an die Presse zu spielen, nimmt Joey ihren Bruder zu ihrem Arbeitsplatz am Wolkenkratzer One Canada Square in Canary Wharf in London mit, wo sie ihn dem Rezeptionisten „Big Ron“ überantwortet und gemeinsam mit ihrem Kollegen Noah an der Außenwand des Wolkenkratzers Fenster reinigt.
Während Joey im Korb ihrer Hänge-Arbeitsbühne an der Außenwand hängend mit ihrem Vorgesetzten Derek telefoniert wird dieser erschossen. Im Wolkenkratzer findet die Aktionärsgala des Energiekonzerns Agnian Energy Company statt. Diese wird von der Aktivistengruppe Earth Revolution unter der Führung von Marcus Blake gestürmt, um die Verlogenheit der Anwesenden aufzudecken. Blakes Truppe nimmt die Partygäste, darunter die Firmeninhaber Geoffrey und Gerald Milton, als Geiseln. Blake zeigt die durch das Unternehmen verursachte Umweltverschmutzung sowie die Ermordung der Zeugin Elena auf, bevor sie in einem Prozess gegen Agnian aussagen konnte.
Die Anwesenden sollen ihre Machenschaften gestehen. Geoffrey, der versucht zu verhandeln, wird gegen den ursprünglichen Plan, niemanden zu töten, von Joeys Arbeitskollegen Noah umgebracht, der auch Mitglied der Aktivistengruppe ist. Weil Joey im Aufzugskorb feststeckt, macht sie mit einem SOS-Notsignal die Polizei auf sich aufmerksam, wird so aber auch von den Aktivisten entdeckt. Schließlich ermordet Noah auch Blake, weil er ihm nicht extrem genug ist, und reißt die Führung der Gruppe an sich. Joey, die sich weiter im Korb ihrer Hänge-Arbeitsbühne befindet, nimmt über das Mobiltelefon Kontakt mit Claire Hume, der Leiterin der Polizeieinsatzgruppe Kontakt auf.
Hume versucht mit dem nunmehr neuen Anführer Noah Santos, der sich auch Lucas Vander nennt, zu verhandeln. Der bringt allerdings fünf Polizisten um. Hume gibt daraufhin Joey die Erlaubnis, in das Gebäude einzudringen. Währenddessen versucht Noah, Joey mit einer Sprengladung umzubringen, sie kann sich allerdings gerade noch rechtzeitig in Sicherheit bringen.
Am Telefon erzählt Joey Hume, dass sie in ihrer Kindheit immer aus dem Fenster geklettert war, bis ihr gewalttätiger Vater mit Michael fertig war. Dieses Mal werde sie Michael nicht im Stich lassen. Hume lässt vom SWAT-Team Löcher in die Panzerglasfenster des Gebäudes schießen, wodurch Joey mit Michaels Hilfe eindringen kann. Die beiden schaffen es in den Kontrollraum des Gebäudes, wo sie ein Video von Noah sehen, in dem er seine Absicht verkündet, das Gebäude und die Geiseln in die Luft zu sprengen. Die erzwungenen Geständnisse kopiert Michael auf einen USB-Stick.
Von Hume erhalten die Polizisten die Anweisung, Noah keinesfalls zu töten, weil sein Pulsschlag über einen Pulsmesser am Handgelenk zuvor mit den Zündern für die im Gebäude angebrachten Sprengsätze gekoppelt wurde. Falls sein Puls für mehr als fünf Sekunden aussetzt wird die Zündung ausgelöst. Im Kampf mit Noah gelingt es Joey, den Pulsmesser von Noahs Handgelenk abzunehmen und sich selbst anzustecken, während Noah vom Wolkenkratzer in die Tiefe stürzt. Das Gebäude kann von der Polizei geräumt werden. Die erzwungenen Geständnisse, die Michael auf einem USB-Stick mitgenommen hatte, werden in der Öffentlichkeit als die Earth Revolution Leaks bekannt.

## Produktion und Hintergrund
Der Film wurde von Anton und Qwerty Films produziert, als Produzenten fungierten Michael Kuhn, Gavin Glendinning, Sebastien Raybaud
Callum Christopher Grant, Thomas Fanning, Chris Arthur und Cindy Cowan. Den Vertrieb übernahm in Deutschland SquareOne Entertainment und die Alive AG. Dreharbeiten fanden ab September 2023 in London statt.
Die Kamera führte Eigil Hensen, die Musik schrieb Tom Hodge, die Montage verantworteten Jim Page und Cheryl Potter und das Casting Elaine Grainger. Das Kostümbild gestaltet Amanda Monk, das Maskenbild Tamsin Barbosa und das Produktions-Design Russell De Rozario. In den USA vergab die Motion Picture Association ein R-Rating.

## Veröffentlichung
In den USA kam der Film am 21. Februar 2025 in die Kinos, am 2. Mai 2025 wurde die Produktion in Großbritannien bei Sky Cinema veröffentlicht.
In Deutschland soll der Film am 21. August 2025 als Video-on-Demand veröffentlicht werden, am 4. September 2025 soll die Produktion auf Blu-ray erscheinen.

## Rezeption
Am 9. Juli 2025 waren 45 der 86 bei Rotten Tomatoes aufgeführte Kritiken positiv. Bei Metacritic erhielt der Film am 9. Juli 2025 einen Metascore von 51 von 100 möglichen Punkten, der auf 17 Rezensionen basierte.
Lutz Granert vergab auf filmstarts.de 2,5 von 5 Punkten. Einige Ungereimtheiten und mangelnder Biss ließen diesen Film gegen das große Vorbild Stirb langsam ordentlich abstinken. Erst im letzten Filmdrittel zeigten Regisseur Martin Campbell und Daisy Ridley, dass sie bei Actionszenen immer noch souverän liefern könnten.
Dani Maurer bewertete die Produktion auf outnow.ch mit 3,5 von 6 Sternen. Diese nehme sich Zeit, um in Gang zu kommen und biete dann ein paar nette Actionmomente, die aber kaum für einen bleibenden Eindruck reichten. Hauptdarstellerin Ridley mache ihre Sache gut und solide. Ein schwacher, eindimensionaler Bösewicht und die sehr vorhersehbare Geschichte machten aus dem Film einen netten Zeitvertreib, den man sich trotzdem anschauen könne.